# Opomyza punctata
Opomyza punctata – gatunek muchówki z podrzędu krótkoczułkich i rodziny niżnicowatych.
Samce osiągają od 3,25 do 4 mm długości ciała i od 3,2 do 3,9 mm długości skrzydła. Samice mają od 3,75 do 5 mm długości ciała i od 3,4 do 4,3 mm długości skrzydła. Ubarwienie całego ciała jest żółte z białym opyleniem; tylko tyły tergitów odwłoka mają brunatne podbarwienie. Na tułowiu brak ciemniejszy pręg. Liczne szczecinki występują na przedpiersiu, przed panewkami przednich bioder. Skrzydło pozbawione jest dodatkowych żyłek lub plamek w obrębie komórki bazalnej. Występuje tylko jedna żyłka poprzeczna radialno-medialna. Na wierzchołkowym odcinku ostatniej żyłki radialnej (R4+5) występują małe plamki. Rejon błony przyległy do przedniej żyłki kubitalnej jest przejrzysty. Samiec ma zaokrąglone u wierzchołka i w widoku bocznym rozszerzone ku szczytowi przysadki odłokowe. Samicę cechują prawie równoległe boki odwłoka
Owady dorosłe obserwuje się od czerwca do września.
Gatunek europejski, podawany z Austrii, Czech, Danii, Francji, Finlandii, Holandii, Irlandii, Litwy, Niemiec, Norwegii, Polski, Rosji, Rumunii, Słowacji, Szwecji, Szwajcarii, Ukrainy, Węgier, Wielkiej Brytanii i Włoch.